# Bengisu
Bengisu ist ein Dorf im Landkreis Savur der türkischen Provinz Mardin. Bengisu liegt etwa 61 km nordöstlich der Provinzhauptstadt Mardin und 30 km südöstlich von Savur. Bengisu hatte laut der letzten Volkszählung 251 Einwohner (Stand Ende Dezember 2009).